# イーホル・プラフタ
イーホル・ヴィクトロヴィチ・プラフタ(ウクライナ語: Плахута Ігор Вікторович)は、ウクライナの軍人。ユーロマイダンの際にウクライナ国内軍の部隊を率いた。

## 経歴
1998年7月31日、プラフタは、ウクライナへの兵役に対する勲章を授与された。
2004年から2008年まで、独立大統領旅団長を務めた。
2006年12月4日、ダニーロ・ハリツキー勲章を授与された。
2008年から2012年にかけて、第169教育センター所長を務めた。
2012年後半、ウクライナ国内軍南部領土司令部に就任した。
2013年から2014年、ユーロマイダンでは、プラフタはウクライナ内務省で働き、市民運動参加者を解散させるウクライナ国内軍の部隊を率いた。
2018年から2019年にかけて、彼はKNUウクライナ国家安全保障研究所の副所長を務めた。
2024年2月11日、アナトリー・バルギレヴィチの後任としてウクライナ領土防衛隊司令官に任命された。

## 階級
2009年12月1日、少将に昇進。